# Viktor Anatoljevics But
Viktor Anatoljevics But (oroszul: Виктор Анатольевич Бут, Dusanbe, 1967. január 13. –) a „halál kalmára” néven is ismert korábbi orosz KGB őrnagy és fegyverkereskedő.

## Élete
Butról a katonai szolgálata előtti időkből keveset lehet tudni. A hivatalos útlevele szerint Dusanbéban (Tádzsikisztán) született.
Katonai kiképzése után állítólag navigátorként dolgozott egy orosz katonai bázison, Vicebszkben. 1991-ben diplomázott a moszkvai Katonai Főiskolán.
6 nyelven beszél folyékonyan, többek közt oroszul, angolul, portugálul, üzbégül, franciául. Ezután fordító lett Angolában. Ezt követően elindította a Transavia Export Cargo vállalatot, ami belgiumi katonákat segített, és erről a vállalatról is állítják többek között, hogy fegyverkereskedésre használta.
1995-ben But megalapította a Trans Aviation Network Groupot a belgiumi Oostendében. A vállalat fegyvereket szállított Afganisztán iszlám államának, de ez a kapcsolat véget ért, az ottani kormány kiűzetése miatt. 1995 májusában az afgán kormánynak való szállítmányai közül az egyiket elfogta a talibán. 1995 augusztusában ennek a szállítmánynak a legénysége elszökött (vagy kiutasították) Afganisztánból. Ezt követően több új vevőre tett szert.
Ebben az időben nagy mértékben meggazdagodott, több házat, és luxusautót is vásárolt.
De 1997-ben az újságtudósítások felfedték a gyanús üzletét miközben arra ösztönözték a belgiumi hatóságokat, hogy nyomozzanak.
But szinte minden fegyveres csoportot kiszolgált, aki tudott fizetni neki.
Rengeteg vállalatot alapított, és ezeket ráadásul különféle országokban. Szóba került többek között az Egyesült Arab Emirátusok, Afrika, Afganisztán, Guinea, Libéria.
USA és ENSZ hivatalnokok állítják, hogy But az afrikai konfliktusok helyszínére csempészett több ezer félautomata fegyvert, gránátot, rakétaindítót (Afrikai konfliktusok színhelyei: Angola, Kamerun, Közép-Afrikai Köztársaság, Egyenlítői Guinea, Kenya, Libéria, Líbia, Ruanda, Sierra Leone, Dél-Afrika, Szudán, Szváziföld és Uganda)
A legtöbb fegyver, amit becsempésztek Afrikába, Bulgárián keresztül ment. 1997 júliusától 1998 szeptemberéig But a becslések szerint 14 millió dollár értékű fegyvert csempészett be Afrikába. 2000-ben But helikoptereket, légvédelmi fegyvereket és páncélos járműveket kézbesített Libériának. 1997-ben megalapította az Air Cesst, a floridai Miamiban. A vállalatot 2001 szeptemberéig működtették.
Viktor Butot 2008. március 6-án fogták el. Ekkor a thaiföldi rendőrök amerikai drogellenes ügynökökkel közösen vették őrizetbe egy elegáns bangkoki szállodában. Az akcióban az amerikai ügynökök fegyverek iránt érdeklődő kolumbiai marxista gerilláknak adták ki magukat.
Az Egyesült Államok ezalatt a férfi kiadatását szerette volna elérni a thaiföldi hatóságoknál. Amerikában azzal vádolták Butot, hogy a kolumbiai FARC-cal több milliós fegyverüzleteket bonyolított le. De Oroszország is a férfi kiadatását szerette volna elérni. A belga hatóságok pedig éveken át hasztalanul próbálták meg elfogni Viktor Butot az Interpol segítségével. A londoni székhelyű emberi jogi szervezet, az Amnesty International egy 2005-ös jelentése alapján But volt a "legkomolyabb" külföldi üzletember, aki ENSZ-embargó által sújtott országoknak adott el fegyvereket egyebek mellett Bulgáriából, Szlovákiából, Ukrajnából és Kirgizisztánból.
A férfit végül kiadták az Egyesült Államoknak és 2011-ben New Yorkban bíróság elé állították. 2013-ban 25 év börtönre ítélték. 2022 decemberében egy fogolycsere részeként visszaküldték Oroszországba, az amerikai Brittney Griner kosárlabdázóért cserében.
Többek között azzal gyanúsították hogy, folyamatosan fegyverrel látta el a Tálibokat és az al-Kaidát, és hogy a különböző afrikai országokba saját légiflottájával szállított fegyvert.

## Alalakja a művészetben
Az ő élete inspirálta a 2005-ben bemutatott Fegyvernepper című hollywoodi filmet. A filmben Nicolas Cage egy könyörtelen fegyverkereskedőt alakít, Jurij Orlovot.